# Seven Whole Days
A Seven Whole Days Toni Braxton amerikai énekesnő első, Toni Braxton című albumának negyedik kislemeze. A dal kislemezen csak az USA-n kívül jelent meg, így az akkori szabályok értelmében a Billboard Hot 100 slágerlistára nem kerülhetett fel, de Hot R&B/Hip-Hop Airplay listán listavezető lett 1994 januárjának végén, a rádiós játszásokon alapuló Hot 100 Airplay listán pedig a 48. helyre került.
A dal videóklipjét akkor forgatták, amikor Braxton turnézott; az énekesnő húgai szerepelnek benne háttérénekesként.

## Számlista
CD maxi kislemez (USA)
1. Seven Whole Days (Radio Edit) – 4:42
2. Seven Whole Days (Live Radio Edit) – 4:42
3. Seven Whole Days (Album Version) – 6:22
4. Seven Whole Days (Live Version) – 6:15
5. Seven Whole Days (Ghetto Vibe) – 6:35
6. Seven Whole Days (Quiet Mix) – 6:12
7. The Christmas Song (Chestnuts Roasting on an Open Fire) – 3:25

12" maxi kislemez (USA)
1. Seven Whole Days (Ghetto Vibe)
2. Seven Whole Days (Ghetto Vibe Instrumental)
3. Seven Whole Days (Album Version)
4. Seven Whole Days (Live Version)
5. The Christmas Song (Chestnuts Roasting on an Open Fire)

## Helyezések
| Slágerlista (1994)                             | Legmagasabb helyezés |
| ---------------------------------------------- | -------------------- |
| USA Billboard Hot R&B/Hip-Hop Singles & Tracks | 1                    |
| USA Billboard Hot Airplay                      | 48                   |